# Santiago el Mayor como peregrino (El Greco)
Santiago el Mayor como peregrino es un lienzo del Greco, que formaba parte del desaparecido retablo de San Nicolás de Bari. En el catálogo razonado de Harold Wethey consta con el número 236.

## Tema de la obra
Exceptuando las correspondientes imágenes en los Apostolados, Santiago el Mayor está muy poco representado en el corpus pictórico del Greco, y no hay constancia de que lo representara en su legendaria participación en la batalla de Clavijo, tema muy popular en la pintura y escultura españolas de aquella época.
En este lienzo, el Greco lo representa como a un peregrino en el Camino de Santiago, con un cayado y con un sombrero adornado con conchas de vieira. Esta iconografía procede del arte románico, cuando a los peregrinos que ya habían llegado a Santiago, se les vendían pequeñas figuritas en azabache del santo, vestido como peregrino.

## Análisis de la obra

#### Datos técnicos y registrales
- Pintura al óleo sobre lienzo;
- 123 x 70 cm, según José Gudiol;[3]
- Pintado en 1590-1595; según Wethey;
- Museo de Santa Cruz, Toledo;
- Catalogado por Gudiol con el número 168, por Wethey con la referencia 236 y por Tizana Frati con la 68-a.[4]

#### Descripción de la obra
Santiago viste un manto rojo-anaranjado sobre una túnica blanca, y aparece en una especie de hornacina de color amarillo dorado. Este lienzo ocupaba el ático del retablo, con la estatua de santa Bárbara debajo, mientras que en la predela estaban San Agustín, retablo de santa Bárbara —a la izquierda— y San Francisco, retablo de santa Bárbara —a la derecha—. Los contornos están vigorosamente remarcados en negro, y el efecto del rojo y el blanco de la vestimenta sobre el fondo dorado es extraordinario. Tanto Wethey como Gudiol consideran esta pintura como la mejor de las tres del retablo. Este último autor considera que el rostro de Santiago — hombre joven con una corta barba negra— tiene ciertos rasgos crísticos.

## Procedencia
1. Iglesia de san Nicolás de Bari (Toledo).[2]